# Isahar
Conform Genezei, Isahar (ebraică יִשָּׂשכָר) este al nouălea fiu al lui Iacob, mama lui este Leah.